# La travessa 3
La travessa 3 o La travessa: Expedició Ponent serà la tercera temporada del programa de telerealitat d'aventures presentat per Laura Escanes.
Al novembre de 2024 s'anuncià la tercera temporada del programa i l'obertura del procés de selecció per a participar-hi. El recorregut serà de sud a nord anant des del Delta de l'Ebre (final de la 2ª temporada) fins al Pirineu. El canvi més significatiu serà que serà la primera temporada que es rodi fora de l'estiu, buscant situacions extremes de fred. El 17 de març de 2025 es va anunciar l'inici de les gravacions d'aquesta temporada.